# Arne Klavenes
Arne Kristian Klavenes (* 26. Juli 1952 in Holmestrand) ist ein ehemaliger norwegischer Radrennfahrer.

## Sportliche Laufbahn
Klavenes war Teilnehmer der Olympischen Sommerspiele 1976 in Montreal. Er war Mitglied der norwegischen Vierermannschaft, die im Mannschaftszeitfahren den 8. Platz belegte. Für Norwegen starteten Stein Bråthen, Geir Digerud, Arne Klavenes und Magne Orre.
Sein erster bedeutender Erfolg war der Sieg im Etappenrennen Nymark Idrettslags 1970. Ab 1971 startete er in der Nationalmannschaft und hatte Einsätze im Milk Race und in der Polen-Rundfahrt. In der Internationalen Friedensfahrt 1973 wurde er 53. und 1976 58. der Gesamtwertung. 1978 siegte er im Eintagesrennen Ringerike Grand Prix. 1979 wurde er Zweiter der Schweden-Rundfahrt hinter Tord Filipsson.
Im Mannschaftszeitfahren der Meisterschaften der Nordischen Länder 1975 und 1976 gewann er die Silbermedaille. 1980 beendete er seine Laufbahn.